# هوائية أمريكية
هوائية أمريكية أو رجل القط الأمريكي نبات مزهر غير خشبي رئدي من جنس هوائية في الفصيلة النجمية. ينتشر على نطاق واسع في شمال وغرب أمريكة الشمالية من ألسكة وأقاليم القطب الشمالي الكندية الثلاثة شرقًا إلى كيبك وجنوبًا إلى منيسوتة ونيو مكسيكو وكلفرنية.